# Shubho Paul
Shubho Paul (bengalí: শুভ পাল; Salkhia, 4 de març de 2004) és un futbolista indi que juga al Sudeva Delhi FC de la I League i a la selecció índia sub-17. És de Bengala Occidental.

## Biografia

### Carrera juvenil
Va jugar a l'AIFF Youth League amb l'Acadèmia Sudeva. La temporada 2019-20 va fer 14 gols en 11 partits.

### Carrera sènior
Com a resultat del seu impressionant rendiment per a l'equip juvenil, va ser convocat amb l'equip sènior per a la temporada 2021. El 28 de febrer del 2021, va marcar el seu primer gol per a l'equip sènior al minut 41 contra el TRAU FC, tot i que els de Delhi van perdre contra per 3-2. Va marcar un gol decisiu el 20 de març de 2021 contra l'Indian Arrows al minut 40.
El 2021, va formar part de l'equip mundial del Bayern de Múnic. La plantilla mundial incloïa 15 talents internacionals sub-19 de 15 països diferents.

## Carrera internacional
Forma part de la selecció índia sub-17 Va jugar la fase de classificació de la Copa Asiàtica sub-16 de l'AFC 2021, on va marcar 3 gols en 3 partits. Va marcar dos gols contra Bahrain el 20 de setembre de 2019.